# Timofej Sapronov
Timofej Vladimirovič Sapronov (rusky Тимофей Владимирович Сапронов; 16. dubna 1887, Moskva – 28. září 1937, Verchněuralsk) byl ruský bolševický revolucionář a sovětský politik.

## Životopis
Před vstupem do bolševické frakce pracoval Sapronov jako malíř pokojů. Roku 1912 přistoupil Sapronov k bolševikům.
Roku 1917 se stal předsedou Moskevského sovětu. V roce 1919 byl poslán do Charkova proti bílému generálovi Děnikinovi. V té době se stal členem demokratických centralistů.
Roku 1921 byl místopředsedou nejvyšší hospodářské rady. Po Děnikinově porážce odjel Sapronov reprezentovat RSFSR na Janovskou konferenci.
Po uchopení moci Stalinem roku 1924 vstoupil Sapronov do levé opozice a podepsal deklaraci 46. Úzce spolupracoval s Vladimirem Smirnovem a Valerianem Osinským. Jeho přítelem v té době byl spisovatel Eduard Dune.
Roku 1927 byl vyloučen ze strany a vypovězen na Krym. Roku 1932 byl uvězněn ve Verchněuralsku. Podle seznamů zastřelených byl 28. září 1937 odsouzen k trestu smrti a téhož dne popraven. Rehabilitován byl 28. března 1990.